# Nangra carcharhinoides
Nangra carcharhinoides es una especie de peces de la familia Sisoridae en el orden de los Siluriformes.

## Morfología
• Los machos pueden llegar alcanzar los 9,2 cm de longitud total.
- Número de  vértebras: 35-37.[1][2]

## Hábitat
Es un pez de agua dulce y de clima subtropical.

## Distribución geográfica
Se encuentran en Asia: río Ganges cerca de Patna (la India ).